# 1998 UM18
1998 UM18 är en trojansk asteroid i Jupiters lagrangepunkt L4. Den upptäcktes 28 oktober 1998 av Catalina Sky Survey projektet vid Catalina Station.
Asteroiden har en diameter på ungefär 25 kilometer.